# Samo Omerzel
Samo Omerzel (ur. 16 listopada 1974 w m. Novo mesto) – słoweński menedżer i inżynier elektronik, w latach 2013–2014 minister infrastruktury i zagospodarowania przestrzennego.

## Życiorys
W 2001 został absolwentem robotyki i automatyki na wydziale elektrotechniki Uniwersytetu Lublańskiego. Od 1996 zajmował stanowiska kierownicze w różnych spółkach technologicznych, zajmował się kierowaniem projektami. Od 2003 do 2013 był dyrektorem trzech przedsiębiorstw. Autor lub współautor kilku innowacji i patentów.
W kwietniu 2013 powołany na ministra infrastruktury w rządzie Alenki Bratušek z rekomendacji Listy Obywatelskiej (zastąpił Igora Mahera). Zakończył pełnienie funkcji wraz z całym gabinetem we wrześniu 2014. Powrócił później do działalności biznesowej, założył startup Vendotel.